# Dramlje
Dramlje este o localitate din comuna Šentjur, Slovenia, cu o populație de 372 de locuitori.